# Tedj Bensaoula
Pour les articles homonymes, voir Bensaoula.
Tedj Bensaoula (arabe: تاج بن سحاولة), né le 1er décembre 1954 à Oued Berkeche (Wilaya de Aïn Témouchent), en Algérie, est un footballeur international algérien.
Il compte 50 sélections en équipe nationale entre 1979 et 1986.

## Biographie

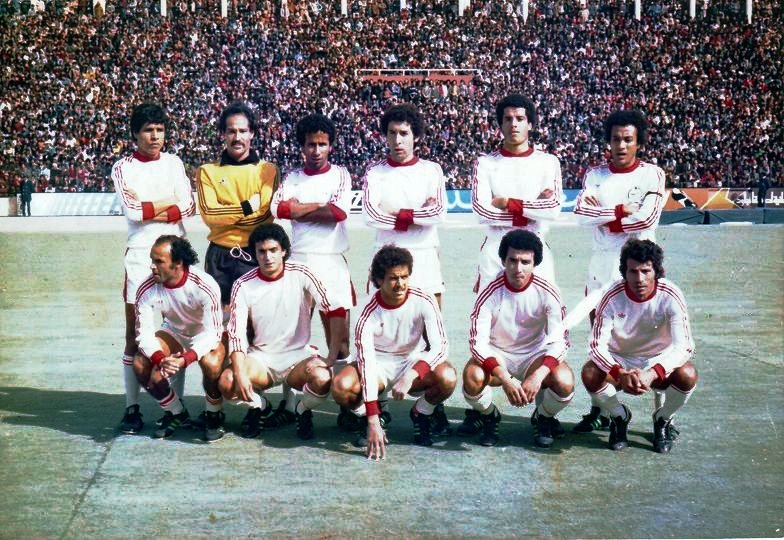
Tedj Bensaoula avec le MC Oran lors de la saison 1978-79

Né dans la ferme de ses grands-parents à Oued Berkeche, sur les hauteurs du massif entre Hammam Bou Hadjar et Tessala. En 1954, sa famille a été chassée de cette zone interdite durant la Guerre d'Algérie, elle s'est repliée à Hammam Bou Hadjar (Aïn Témouchent). Tedj avait quatre ans.
En 1975, il est professeur de français dans un établissement d'enseignement moyen à Hammam Bou-Hadjar. 
Bensaoula évoluait en tant qu'attaquant du MC Oran ( Algérie) et du Le Havre AC ( France) et il a joué également en équipe nationale algérienne avec laquelle il dispute deux phases finales de Coupe du monde, en 1982 et 1986. Il inscrit un but face au Chili lors de Coupe du monde 1982 et il inscrit 20 buts au total avec l'Algérie,. 
Cet ancien Goléador est surnommé "La Gazelle" par les Oranais lorsqu'il évoluait au Mouloudia d'Oran à cause de sa vitesse et son agilité.

## Carrière
- 1970-1977 :  US Hammam Bou Hadjar
- 1977-1983 :  MC Oran
- 1983-1986 :  Le Havre AC
- 1986-1987 :  USL Dunkerque[6]

## Statistiques détaillées
| Saison                | Club                  | Championnat           | Championnat | Championnat | Coupe(s) nationale(s) | Coupe(s) nationale(s) | Compétition(s) continentale(s) | Compétition(s) continentale(s) | Compétition(s) continentale(s) | Algérie | Algérie | Total | Total |
| Saison                | Club                  | Division              | M.          | B.          | M.                    | B.                    | Comp.                          | M.                             | B.                             | M.      | B.      | M.    | B.    |
| 1977-1978             | MC Oran               | 1                     | -           | -           | -                     | -                     | -                              | -                              | -                              | -       | -       | 0     | 0     |
| 1978-1979             | MC Oran               | 1                     | -           | -           | -                     | -                     | -                              | -                              | -                              | 1       | 0       | 1     | 0     |
| 1979-1980             | MC Oran               | 1                     | -           | -           | -                     | -                     | -                              | -                              | -                              | 15      | 8       | 15    | 8     |
| 1980-1981             | MC Oran               | 1                     | -           | -           | -                     | -                     | -                              | -                              | -                              | 7       | 2       | 7     | 2     |
| 1981-1982             | MC Oran               | 1                     | -           | -           | -                     | -                     | -                              | -                              | -                              | 3       | 1       | 3     | 1     |
| 1982-1983             | MC Oran               | 1                     | -           | -           | -                     | -                     | -                              | -                              | -                              | 4       | 3       | 4     | 3     |
| Sous-total            | Sous-total            | Sous-total            | -           | -           | -                     | -                     | -                              | -                              | -                              | 30      | 14      | 30    | 14    |
| 1983-1984             | Le Havre AC           | 2                     | 24          | 8           | 2                     | 2                     | -                              | -                              | -                              | 11      | 3       | 37    | 13    |
| 1984-1985             | Le Havre AC           | 2                     | 31          | 7           | 2                     | -                     | -                              | -                              | -                              | 4       | 2       | 37    | 9     |
| 1985-1986             | Le Havre AC           | 1                     | 18          | 2           | 3                     | -                     | -                              | -                              | -                              | 5       | 0       | 26    | 2     |
| Sous-total            | Sous-total            | Sous-total            | 73          | 17          | 7                     | -                     | -                              | -                              | -                              | 20      | 5       | 100   | 22    |
| 1986-1987             | USL Dunkerque         | 2                     | 14          | 2           | 1                     | -                     | -                              | -                              | -                              | -       | -       | 15    | 2     |
| Sous-total            | Sous-total            | Sous-total            | 14          | 2           | 1                     | -                     | -                              | -                              | -                              | -       | -       | 15    | 2     |
| Total sur la carrière | Total sur la carrière | Total sur la carrière | +335        | +69         | -                     | -                     | -                              | -                              | -                              | 50      | 19      | 385   | 88    |

## En sélection nationale
| Saison                | Sélection             | Phases finales                    | Phases finales | Phases finales | Éliminatoires CDM | Éliminatoires CDM | Éliminatoires CAN | Éliminatoires CAN | Éliminatoires JO | Éliminatoires JO | Matchs amicaux | Matchs amicaux | Total | Total |
| Saison                | Sélection             | Compétition                       | M              | B              | M                 | B                 | M                 | B                 | M                | B                | M              | B              | M     | B     |
| --------------------- | --------------------- | --------------------------------- | -------------- | -------------- | ----------------- | ----------------- | ----------------- | ----------------- | ---------------- | ---------------- | -------------- | -------------- | ----- | ----- |
| 1978-1979             | Algérie               | -                                 | -              | -              | -                 | -                 | 1                 | 0                 | -                | -                | -              | -              | 1     | 0     |
| 1979-1980             | Algérie               | CAN 1980 + JO 1980                | 5+4            | 2+0            | 2                 | 2                 | -                 | -                 | 2                | 3                | 2              | 1              | 15    | 8     |
| 1980-1981             | Algérie               | -                                 | -              | -              | 3                 | 1                 | 2                 | 1                 | -                | -                | 2              | 0              | 7     | 2     |
| 1981-1982             | Algérie               | CAN 1982 4e + Coupe du monde 1982 | .+3            | .+1            | -                 | -                 | -                 | -                 | -                | -                | -              | -              | 3     | 1     |
| 1982-1983             | Algérie               | -                                 | -              | -              | -                 | -                 | 2                 | 2                 | 2                | 1                | -              | -              | 4     | 3     |
| 1983-1984             | Algérie               | CAN 1984                          | 4              | 1              | -                 | -                 | 2                 | 1                 | 3                | 1                | 2              | 0              | 11    | 3     |
| 1984-1985             | Algérie               | -                                 | -              | -              | 3                 | 2                 | -                 | -                 | -                | -                | 1              | 0              | 4     | 2     |
| 1985-1986             | Algérie               | CAN 1986 + Coupe du monde 1986    | 2+1            | 0              | 1                 | 0                 | -                 | -                 | -                | -                | 1              | 0              | 5     | 0     |
| Total sur la carrière | Total sur la carrière | Total sur la carrière             | 19             | 4              | 9                 | 5                 | 7                 | 4                 | 7                | 5                | 8              | 1              | 50    | 19    |

## Buts internationaux
| 0     | Date                                                                | Lieu                                                                | Compétition                                                         | Résultat                                                            | Adversaire                                                          | Détail                                                              | Détail                                                              | Détail                                                              | Gardien                                                             | Sél.                                                                |
| ----- | ------------------------------------------------------------------- | ------------------------------------------------------------------- | ------------------------------------------------------------------- | ------------------------------------------------------------------- | ------------------------------------------------------------------- | ------------------------------------------------------------------- | ------------------------------------------------------------------- | ------------------------------------------------------------------- | ------------------------------------------------------------------- | ------------------------------------------------------------------- |
| 1er   | 21 septembre 1979                                                   | Omiš Stadium, Omiš, Yougoslavie                                     | JM 1979                                                             | 1–1                                                                 | France Am.                                                          | 54e                                                                 |                                                                     | 1–1                                                                 | Jean-Pierre Mottet                                                  | 2e                                                                  |
| 2e    | 9 décembre 1979                                                     | Stade d'Honneur, Casablanca, Maroc                                  | Qualifs JO 1980                                                     | 1–5                                                                 | Maroc                                                               | 15e                                                                 | du pied droit                                                       | 0–1                                                                 | Hamid Hazzaz                                                        | 4e                                                                  |
| 3e    | 9 décembre 1979                                                     | Stade d'Honneur, Casablanca, Maroc                                  | Qualifs JO 1980                                                     | 1–5                                                                 | Maroc                                                               | 16e                                                                 | du pied droit                                                       | 0–2                                                                 | Hamid Hazzaz                                                        | 4e                                                                  |
| 4e    | 9 décembre 1979                                                     | Stade d'Honneur, Casablanca, Maroc                                  | Qualifs JO 1980                                                     | 1–5                                                                 | Maroc                                                               | 69e                                                                 | du pied droit                                                       | 1–3                                                                 | Hamid Hazzaz                                                        | 4e                                                                  |
| 5e    | 16 mars 1980                                                        | Liberty Stadium, Ibadan, Nigeria                                    | CAN 1980                                                            | 3–2                                                                 | Guinée                                                              | 12e                                                                 |                                                                     | 1–0                                                                 | Abdoulaye Keita                                                     | 8e                                                                  |
| 6e    | 16 mars 1980                                                        | Liberty Stadium, Ibadan, Nigeria                                    | CAN 1980                                                            | 3–2                                                                 | Guinée                                                              | 49e                                                                 |                                                                     | 3–0                                                                 | Abdoulaye Keita                                                     | 8e                                                                  |
| 7e    | 31 mai 1980                                                         | National Stadium, Freetown, Sierra Leone                            | Qualifs CM 1982                                                     | 2–2                                                                 | Sierra Leone                                                        | 72e                                                                 |                                                                     | 2–1                                                                 |                                                                     | 11e                                                                 |
| 8e    | 13 juin 1980                                                        | Stade du 19 Juin, Oran, Algérie                                     | Qualifs CM 1982                                                     | 3–1                                                                 | Sierra Leone                                                        | 47e                                                                 |                                                                     | 2–0                                                                 |                                                                     | 12e                                                                 |
| 9e    | 12 décembre 1980                                                    | Stade du 17 Juin, Constantine, Algérie                              | Qualifs CM 1982                                                     | 2–0                                                                 | Soudan                                                              | 9e                                                                  |                                                                     | 1–0                                                                 |                                                                     | 19e                                                                 |
| 10e   | 10 avril 1981                                                       | Stade du 19 Juin, Oran, Algérie                                     | Qualifs CAN 1982                                                    | 5–1                                                                 | Mali                                                                | 18e                                                                 |                                                                     | 1–1                                                                 |                                                                     | 22e                                                                 |
| 11e   | 16 juin 1982                                                        | Stade Carlos Tartiere, Oviedo, Espagne                              | CM 1982                                                             | 3–2                                                                 | Chili                                                               | 35e                                                                 | du pied droit                                                       | 3–0                                                                 | Mario Osbén                                                         | 27e                                                                 |
| 12e   | 8 avril 1983                                                        | Stade du 5 Juillet, Alger, Algérie                                  | Qualifs CAN 1984                                                    | 6–2                                                                 | Bénin                                                               | 2e                                                                  | du pied droit                                                       | 1–0                                                                 |                                                                     | 28e                                                                 |
| 13e   | 8 avril 1983                                                        | Stade du 5 Juillet, Alger, Algérie                                  | Qualifs CAN 1984                                                    | 6–2                                                                 | Bénin                                                               | 5e                                                                  | du pied gauche                                                      | 2–0                                                                 |                                                                     | 28e                                                                 |
| 14e   | 10 juin 1983                                                        | Stade du 5 Juillet, Alger, Algérie                                  | Qualifs JO 1984                                                     | 3–0                                                                 | Ouganda                                                             | 64e                                                                 | du pied droit                                                       | 2–0                                                                 |                                                                     | 31e                                                                 |
| 15e   | 14 août 1983                                                        | Stade Demba-Diop, Dakar, Sénégal                                    | Qualifs CAN 1984                                                    | 1–1                                                                 | Sénégal                                                             | 63e                                                                 |                                                                     | 0–1                                                                 |                                                                     | 33e                                                                 |
| 16e   | 6 janvier 1984                                                      | Stade du 5 Juillet, Alger, Algérie                                  | Qualifs JO 1984                                                     | 1–1                                                                 | Égypte                                                              | 1re                                                                 |                                                                     | 1–1                                                                 | Thabet Al-Batal                                                     | 38e                                                                 |
| 17e   | 8 mars 1984                                                         | Stade de Bouaké, Bouaké, Côte d'Ivoire                              | CAN 1984                                                            | 2–0                                                                 | Ghana                                                               | 85e                                                                 | du pied droit                                                       | 2–0                                                                 | Michael Owusu Mensah                                                | 39e                                                                 |
| 18e   | 13 juillet 1985                                                     | Stade du 5 Juillet, Alger, Algérie                                  | Qualifs CM 1986                                                     | 2–0                                                                 | Ouganda                                                             | 15e                                                                 | du pied droit                                                       | 1–0                                                                 |                                                                     | 45e                                                                 |
| 19e   | 28 juillet 1985                                                     | Independence Stadium, Lusaka, Zambia                                | Qualifs CM 1986                                                     | 0–1                                                                 | Zambie                                                              | 80e                                                                 | du pied droit                                                       | 0–1                                                                 |                                                                     | 46e                                                                 |
| Total | 19 buts (... du pied droit et ... du pied gauche) en 51 sélections. | 19 buts (... du pied droit et ... du pied gauche) en 51 sélections. | 19 buts (... du pied droit et ... du pied gauche) en 51 sélections. | 19 buts (... du pied droit et ... du pied gauche) en 51 sélections. | 19 buts (... du pied droit et ... du pied gauche) en 51 sélections. | 19 buts (... du pied droit et ... du pied gauche) en 51 sélections. | 19 buts (... du pied droit et ... du pied gauche) en 51 sélections. | 19 buts (... du pied droit et ... du pied gauche) en 51 sélections. | 19 buts (... du pied droit et ... du pied gauche) en 51 sélections. | 19 buts (... du pied droit et ... du pied gauche) en 51 sélections. |

### Buts contre les clubs
| 0   | Date            | Lieu                                             | Compétition | Résultat | Adversaire        | Détail      | Détail | Détail | Gardien     | Sél. |
| --- | --------------- | ------------------------------------------------ | ----------- | -------- | ----------------- | ----------- | ------ | ------ | ----------- | ---- |
| 1er | 5 décembre 1980 | Stade du 17 Juin, Constantine, Algérie           | Amical      | 4–1      | Liaoning FC       | 30e         |        | 2–0    | Xu Jianping | 18e  |
| 2e  | 29 mai 1982     | Stade olympique de la Pontaise, Lausanne, Suisse | Amical      | 0–4      | FC Lausanne-Sport | But inscrit |        | –      |             |      |
| 3e  | 29 mai 1982     | Stade olympique de la Pontaise, Lausanne, Suisse | Amical      | 0–4      | FC Lausanne-Sport | But inscrit |        | –      |             |      |
| 4e  | 1er juin 1982   | Stade de la Vallée du Cher, Tours, France        | Amical      | 4–5      | Tours FC          | But inscrit |        | –      |             |      |
| 5e  | 17 janvier 1983 | Stade du 5 Juillet, Alger, Algérie               | Amical      | 1–1      | Ipswich Town      | But inscrit |        | –      |             |      |

## Palmarès

### En club
- Champion de France de D2 en 1985 avec Le Havre AC

### En équipe Nationale d'Algérie
- Finaliste de la Coupe d'Afrique des Nations 1980 au Nigeria avec l'Algérie
- 3e de la Coupe d'Afrique des Nations 1984 en Côte d'Ivoire avec l'Algérie
- Médaillé de bronze aux Jeux Méditerranéens en 1979 à Split avec l'Algérie
- Participation aux Jeux Olympiques d'Été 1980 à Moscou avec l'Algérie  (Quart de Finaliste)
- Participation à la Coupe du monde de football en 1982 en Espagne et en 1986 au Mexique avec l'Algérie

### Entraîneur
- Champion d'Algérie de football en 1993  avec le MC Oran

## Source
- Marc Barreaud, Dictionnaire des footballeurs étrangers du championnat professionnel français (1932-1997), l'Harmattan, 1997